# Апнери
Апне́ри (рос. Апнеры, чув. Упнер) — присілок у складі Вурнарського району Чувашії, Росія. Адміністративний центр Апнерського сільського поселення.
Населення — 551 особа (2010; 617 у 2002).
Національний склад:
- чуваші — 94 %